# 上原香代子
上原 香代子（うえはら かよこ、1987年5月30日 - ）は、日本の歌手、女優、タレント。三重県出身。
女性4人組音楽ユニットBOYSTYLE、アミューズの女性新人タレント育成プロジェクトBEE-HIVEの元メンバー。

## 略歴
- 1998年沖縄アクターズスクール全国オーディションでグランプリを受賞。
- 2002年7月3日、ボーカル＆ダンスユニットBOYSTYLEのメンバーとしてデビュー。
- 2006年12月1日 - 4日、バンド「ZEROGIC」のボーカルを務めた。Gt：高橋りきや、key：市川洋介、作詞：川田幸奈
- 2007年8月1日、アメーバブログ開始。
- 2007年12月、元Buzyの宮里真央、當山奈央、丹羽麻由美、元BOYSTYLEの川田由起奈とともにボーカル＆ダンスユニット「MANSAKU」を結成。
- 2008年4月、アミューズを離れフリーに[1]。
- 2009年9月25日、アトリエ・ダンカンに所属する事をブログで発表[2]。
- 2012年、No.9へ移籍。
- 2014年4月7日、Instagram開始[3]。
- 2015年12月31日、2015年5月に入籍したことをブログで報告した[4]。

## 出演

### 映画
- ユビサキから世界を（2006年）
- 1303号室（2007年）

### 舞台
- ウーエン・イ・ウースト（2005年）
- ON LINE（2006年）
- ルームシェア（2007年）
- 鴨川ホルモー（2009年）
- ストックホルム（2010年）
- ミュージカル? 桃太郎と不思議なキノコ（2014年）
- coquette project『Chain（チェーン）』（2015年）

### テレビ
- 沈黙のアリバイ（2002年、TBS系）
- KAYOKOマニュアル（2004年6月 - 2005年3月、テレビ大阪）
- フェイクゲーム（2007年4月6日、フジテレビ）

### CM
- Friend-Ship Project〜卒業旅行編〜（2007年）
- アイスの実（2010年）
- Cooliris（2014年）[5]